# Alfred Bülowius
Le titre de cet article contient le caractère ü. S'il n'est pas disponible ou n'est pas souhaité, le nom peut être représenté comme Alfred Buelowius.
Alfred Bülowius (14 janvier 1892 - 9 août 1968) est un General der Flieger (Général) allemand de la Luftwaffe pendant la Seconde Guerre mondiale.

## Biographie
Bülowius s'engage le 23 janvier 1911 comme porte-drapeau dans le 41e régiment d'infanterie (de) de l'armée prussienne. 

## Décorations
- Croix de fer (1914) 2e et 1re Classe
- Fermoir à la Croix de Fer (1939) 2e et 1re Classe
- Croix allemande en Or le 21 décembre 1942
- Croix de chevalier de la Croix de fer le 4 juillet 1940 comme Oberst et commandant et Geschwaderkommodore de la Lehrgeschwader 1[1]

## Sources
- (en) Cet article est partiellement ou en totalité issu de l’article de Wikipédia en anglais intitulé « Alfred Bülowius » (voir la liste des auteurs).